# لوئیس فرناندس (بازیگر)
لوئیس فرناندس (عربی: لويس سيرجيو فرنانديز؛ زادهٔ ۱ مارس ۱۹۷۱) بازیکن فوتبال اهل لبنان بود.
وی همچنین در تیم ملی فوتبال لبنان بازی کرده‌است.